# 스위스포어아레나
스위스포어아레나(Swissporarena)는 스위스 루체른에 위치한 경기장으로 FC 루체른의 홈 구장으로 사용되고 있다. 2011년 7월 31일에 개장하였으며 수용 인원은 17,500명 이고 국제경기시엔 16,800명을 수용할 수 있다. 철거된 슈타디온 알멘드의 자리에 건설되었다. 

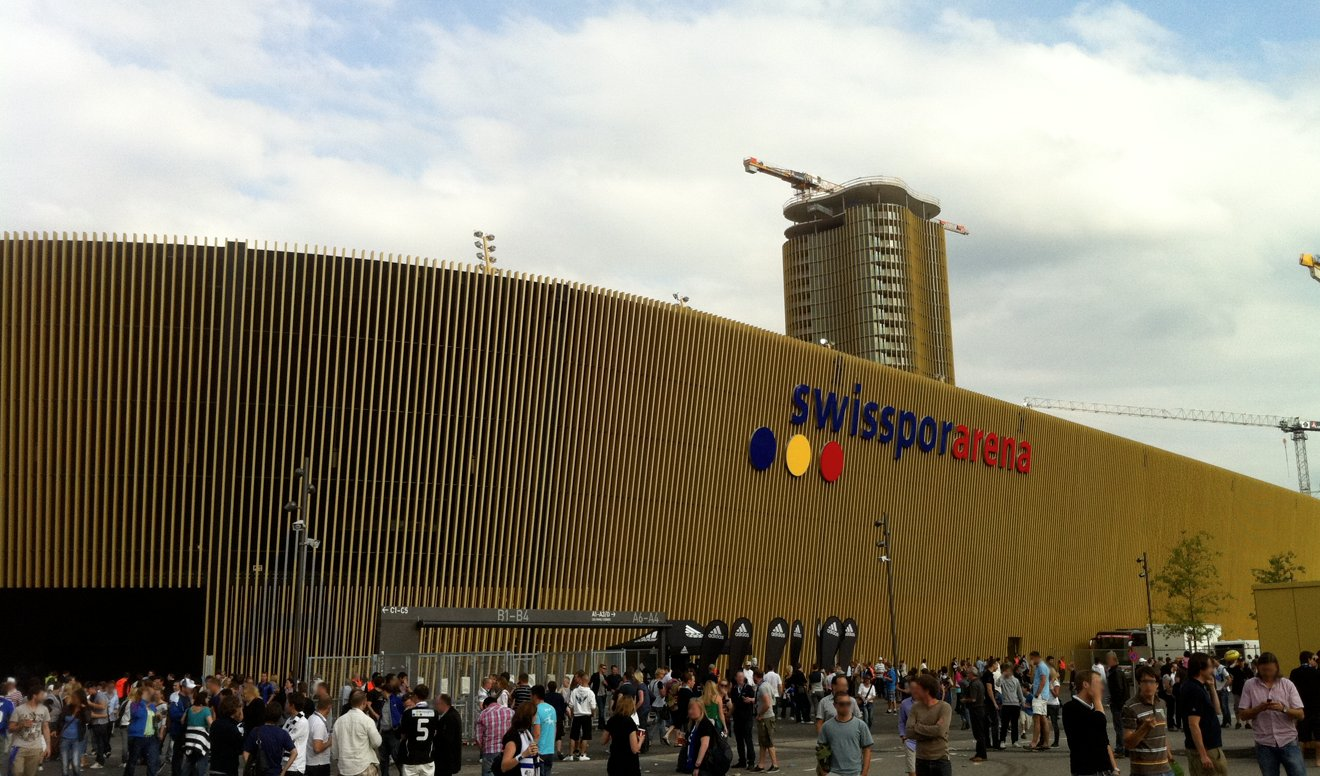
금빛이 도는 경기장의 외향으로 보통 경기장들 보다 조금더 특이한 외향을 가졌다.

## 역사
스위스포어아레나가 건설된 자리는 본래 1934년에 개장하였던 슈타디온 알멘드가 위치했던 자리이다. 개장 당시엔 26,000명 이상을 수용할 수 있던 슈타디온 알멘드는 경기장 및 그라운드 전반이 노후화 하여 안전상의 이유로 절반 정도인 13,500명 정도만 수용할 수 있게 되었다. 걸국 노후화된 슈타디온 알멘드를 철거하고 새로운 경기장인 스위스포어아레나가 건설되었다.
2011년 7월 31일 FC 툰과의 경기를 경기장 개장 경기를 시작으로 공식적인 개장을 하게 되었다. 첫 국제경기로는 2012년 5월 30일에 있던 스위스와 루마니아의 친선 경기로 스위스가 0 대 1로 패배했다. 이 외에도 스위스 축구 국가대표팀의 FIFA 월드컵 및 UEFA 유럽 축구 선수권 대회의 예선 경기 및 여러 친선 경기에서 사용되었다.